# Верхнее Кузебаево
Верхнее Кузебаево (удм. Намер) — деревня в Алнашском районе Удмуртии, входит в Кузебаевское сельское поселение. Находится в 16 км к юго-востоку от села Алнаши и в 93 км к югу от Ижевска.
Население на 1 января 2008 года — 4 человека.

## История
В 1929 году в СССР начинается сплошная коллективизация, в процессе которой в деревне образована сельхозартель (колхоз) «Горд Намер». На 1 января 1939 года деревня находилась в Муважинском сельсовете Алнашского района.
В 1950 году проводится укрупнение сельхозартелей, колхозы нескольких соседних деревень объединены в один колхоз «Первомай». В 1959 году деревня перечислена в Варзи-Ятчинский сельсовет. Указом Президиума Верховного Совета УАССР от 16 декабря 1972 года выселок передан в Муважинский сельсовет, который тем же указом он переименован в Кузебаевский сельсовет.
Постановлением Госсовета УР от 26 октября 2004 года выселок Верхнее Кузебаево Кузебаевского сельсовета был преобразован в деревню Верхнее Кузебаево. 16 ноября того же года Кузебаевский сельсовет был преобразован в муниципальное образование «Кузебаевское» и наделён статусом сельского поселения.